# Total Infrastruktur og Facilities Management
Total Infrastruktur og Facilities Management (TIFM) dækker over ydelser og processer, der understøtter at virksomheder og organisationer kan udføre deres kerneforretning bedre og mere optimeret. Begrebet stammer fra USA og er så småt er ved at finde udbredelse i Danmark.
Det kan fx være en skole, hvor kerneforretningen er undervisningen og pædagogikken, og de understøttende ydelser og processer er at sikre, at der er godt indeklima, løbende udføres reparationer, at lokaler er indrettet mest hensigtsmæssigt til formålet osv. 
Ofte vil man have software til at organisere virksomhedens TIFM. Via et software program er det så muligt at holde styr på ejendomsporteføljen, lave projektledelse, holde øje med bygningers vedligehold, beregne hvor og hvor længe man kan udskyde vedligehold og meget mere.
Eksempler på leverandører af software til TIFM er ARCHIBUS